# اگید
اِدیِد (به مجاری: Egyed) یک شهرداری در مجارستان است که در ناحیه چورنا واقع شده‌است. اگید ۱۳٫۴۳ کیلومتر مربع مساحت و ۵۸۷ نفر جمعیت دارد.